# Árdiszkrimináció
Árdiszkrimináció alatt a közgazdaságtan egy olyan vállalati magatartást ért, amikor a vállalat nem egy, hanem – megfelelő technikák segítségével – több különböző árat állapít meg egy általa kínált terméknek vagy szolgáltatásnak. Legtisztább formájában a monopóliumokra jellemző, de előfordulhat másfajta piacokon is. A marketing az árdiszkriminációt a vállalat árpolitikájának részeként kezeli.
Az árdiszkrimináció célja a vállalati profit növelése. Látni fogjuk azonban, hogy – noha a fogyasztók hasznát, a fogyasztói többletet minden esetben csökkenti – általában a jószág kibocsátásának növekedésével is jár, így társadalmi szempontból összességében hasznosnak tekinthető.
Az árdiszkriminációnak három fajtáját különböztetjük meg.

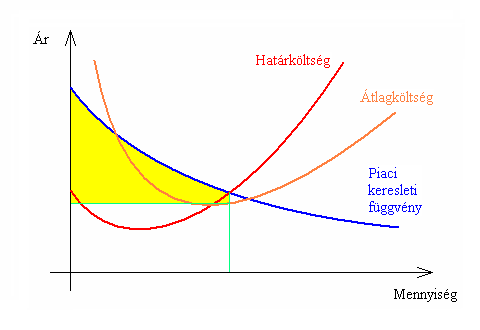
Az elsőfokú árdiszkrimináció modellje. A piacon jelen lévő vállalat(ok) profitja a sárga színű területtel egyenlő

## Elsőfokú (tökéletes) árdiszkrimináció
Elsőfokú árdiszkrimináció esetén a vállalat minden egyes vevőjétől a rezervációs árát kéri. Belátható, hogy ebben az esetben a teljes fogyasztói többlet a monopolista vagy a piacon jelen lévő vállalatok profitjává válik. Mivel egy pótlólagos jószágegység rezervációs ára egészen a keresleti függvény és a határköltséggörbe metszéspontjáig nagyobb, mint a jószágegység előállításának költsége (a határköltség), ezért a tökéletesen árdiszkrimináló vállalat(ok)nak érdemes a „metszéspontig” termelni, így Pareto-hatékony egyensúlyi helyzet alakul ki.
Viszont egy vállalat csak akkor tud elsőfokú árdiszkriminációt alkalmazni, ha minden vevőjének ismeri a rezervációs árát. Ez a gyakorlatban nagyon ritka, ezért a tökéletes árdiszkrimináció (ahogy a neve is sugallja) a profitnövelésnek inkább ideális, mint valóságos technikája.

## Másodfokú árdiszkrimináció (Nemlineáris árképzés)
Ha a vállalat az általa kínált jószág egységárát a vásárolt mennyiségnek, esetleg a jószág minőségének függvényeként szabja meg, akkor másodfokú árdiszkriminációt alkalmaz. Az egyik leggyakoribb profitnövelési technikáról van szó: számos üzletben kaphatunk például árengedményt, ha egy áruból többet vásárolunk. Egy másik jellegzetes példa a távközlés: a telefon-, internet- vagy televíziós előfizetéseknél többféle csomag közül választhatunk, amelyek a szolgáltatás különböző mennyiségeit más és más áron tartalmazzák.
Belátható, hogy a kibocsátás ennek a technikának az alkalmazásakor is közelebb kerül a Pareto-hatékony mennyiséghez.

## Harmadfokú árdiszkrimináció
Harmadfokú árdiszkriminációra akkor nyílik lehetőség, ha a kínált jószág piaca valamilyen szempont(ok) alapján jól beazonosítható részpiacokra bontható. Például a tömegközlekedést használják kisgyermekek, diákok, nyugdíjasok, és így tovább. Ekkor a vállalat megteheti, hogy az egyes csoportoknak más és más árat állapítson meg. Hasonlóan az első- és másodfokú árdiszkriminációhoz, a piac ebben az esetben is a Pareto-hatékonyság irányába mozdul el.
Esetében kulcsszó a jól beazonosíthatóság. A vállalatnak csak akkor célszerű ezt a technikát alkalmaznia, ha az a probléma, hogy a vásárlók „más csoportba tartozónak” próbálják kiadni magukat, nem merül fel, vagy viszonylag kis költséggel kezelhető.